# Culex stigmatosoma
Culex stigmatosoma är en tvåvingeart som beskrevs av Dyar 1907. Culex stigmatosoma ingår i släktet Culex och familjen stickmyggor.
Artens utbredningsområde är Kalifornien. Inga underarter finns listade i Catalogue of Life.